# انتداب (قانون دولي)
في القانون الدولي، يكون التفويض عبارة عن التزام يصدر من منظمة حكومية دولية (على سبيل المثال الأمم المتحدة) إلى دولة يجب أن تلتزم بتعليمات تلك المنظمة.
قبل إنشاء الأمم المتحدة، كان يتم إصدار كل التفويضات من عصبة الأمم. ومن أمثلة هذه التفويضات نيوغينيا الأسترالية، والذي يطلق عليها رسميًا اسم إقليم بابوا.